# Гіацинтик блідий
Гіяцинтик блідий (Hyacinthella leucophaea) — вид трав'янистих рослин родини Холодкові (Asparagaceae), поширений у Східній Європі. 

## Опис

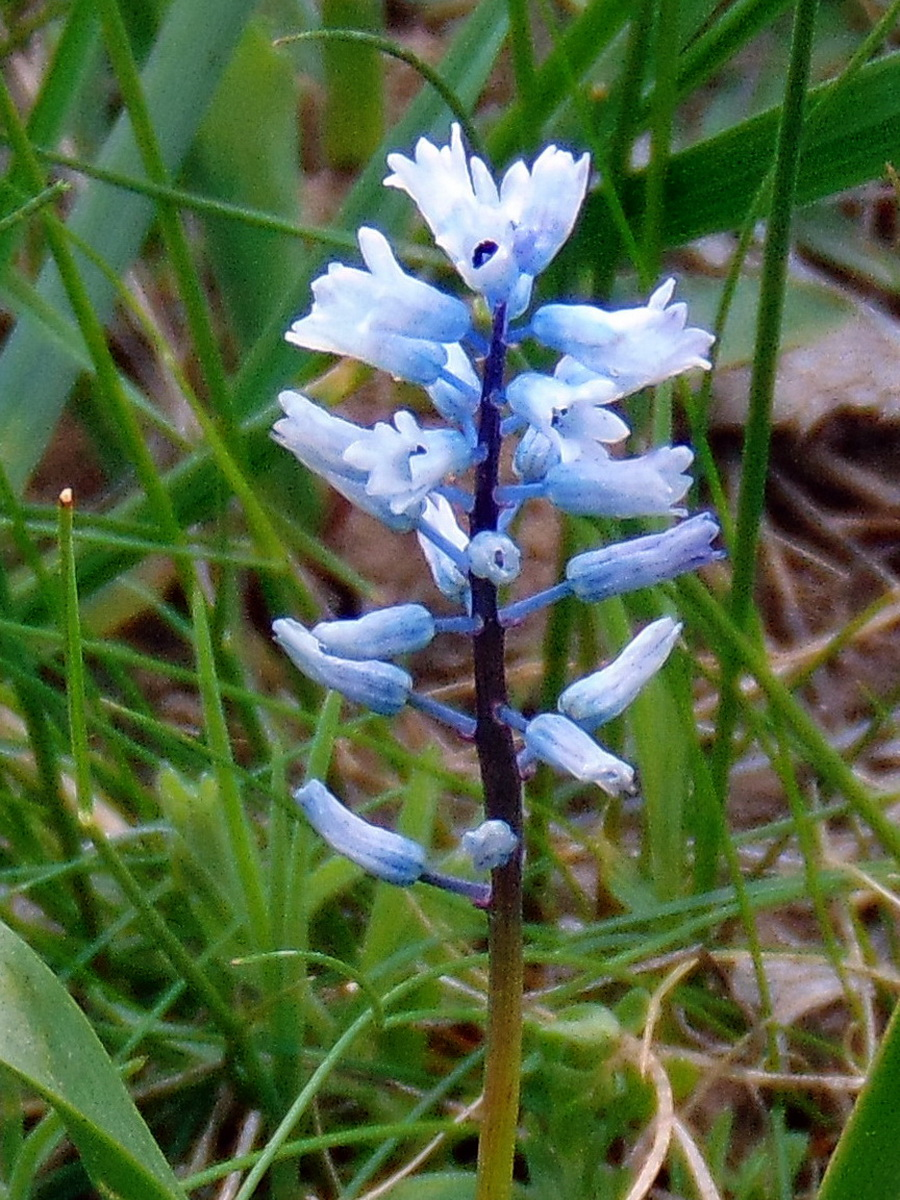

Багаторічна трав'яниста цибулинна рослина  заввишки 7—25 см. Цибулина яйцеподібна, 1,5—3 см завдовжки, 1—2,2 см завширшки. З кожної цибулини виходять по 1—2(3) стебла. Листків 2—3(4), лінійних, з ковпачкоподібною верхівкою, звужених до основи і з випнутими жилками, 10—20 см завдовжки, (1)3—5(18)  мм завширшки.
Суцвіття (4)6—25-квіткове, довгасто-циліндричне, відносно густе. Квітконіжки спрямовані косо догори, у 2—3 рази коротші від оцвітини або нижні майже однакової з нею довжини. Оцвітина проста, довгасто-дзвонико-лійкоподібна, зрослопелюсткова, білувато-блакитна або блакитна. Пелюстки довжиною 3,5—5,5 мм, видовжено-яйцеподібні. Віночок шестичленний, до третини надрізаний на відігнуті тупі лопаті. Тичинки вільні, прикріплені біля середини трубочки в 2 ряди, пиляки блакитні. Зав'язь широко обернено-яйцеподібна, її гнізда з двома насіннєвими зачатками. Плід – майже куляста коробочка, злегка трилопатева, з округлими лопатями, сітчасто-жилкова. 
Цвіте в квітні — травні. Запилення здійснюється за допомогою комах (ентомофілія). Плодоношення відбувається в травні — червні. Насіння поширюється завдяки пружним плодоніжкам при поштовхах, тому за типом розселення діаспор рослину відносять до балістів.

## Поширення
Загальний ареал охоплює південь Східної Європи від Балкан до Передкавказзя включно. 
В Україні поширений у південній частині Лісостепу і степу, досить звичайно; в Криму — дуже рідко (Севастополь).

## Екологія

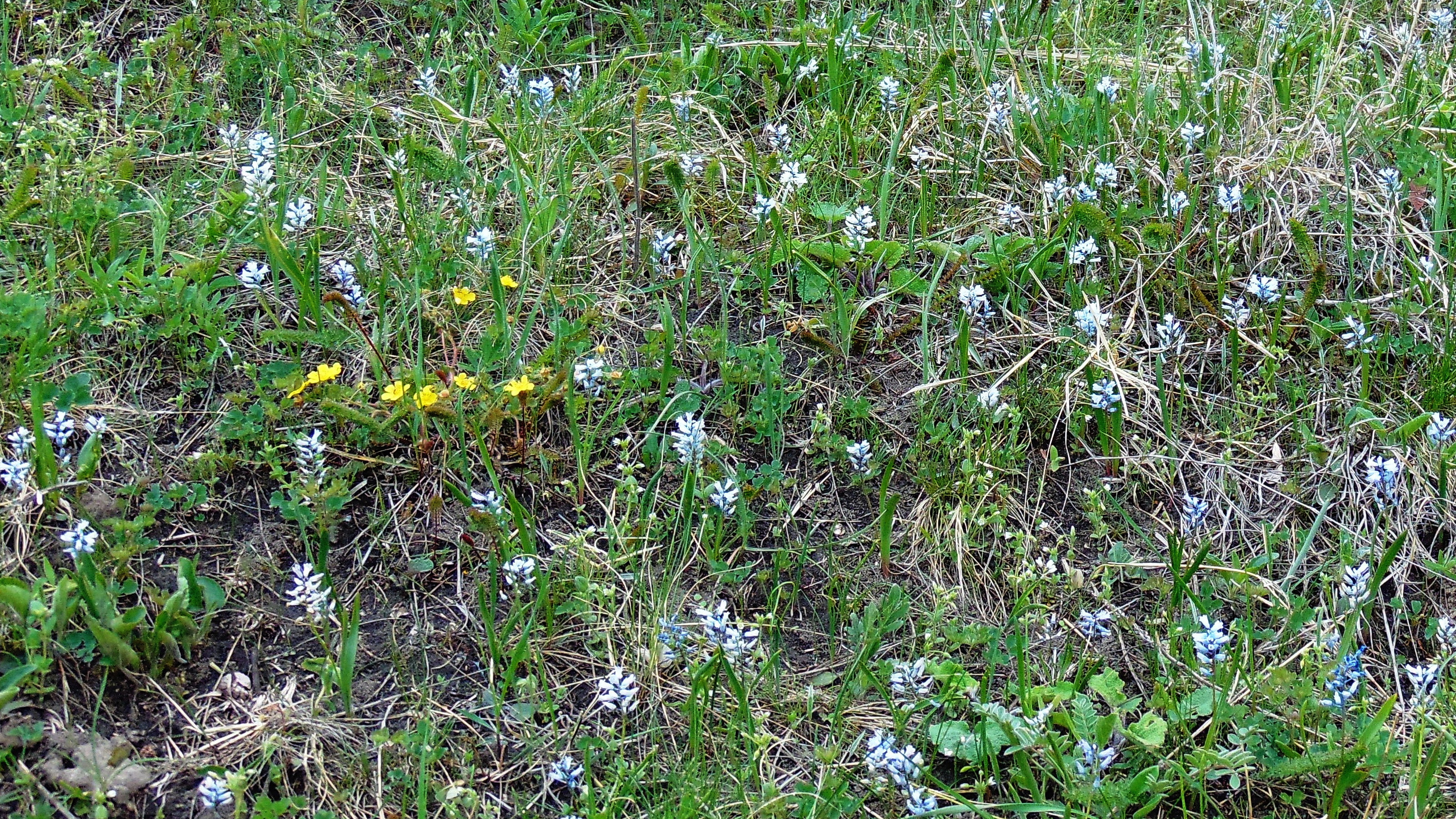
Ценопопуляція гіяцинтика блідого. Запорізьке Правобережжя

Гіяцинтик блідий — цибулинний пучкокореневий геофіт, за сезонним життєвим циклом належить до ранньовесняних ефемероїдів.
Рослина світлолюбна (геліофіт), відносно маловимоглива до умов зволоження (мезоксерофіт) і плодючості ґрунтів (олігомезотроф)
Є типовим мешканцем степових ландшафтів (степант). В межах ареалу спорадично зустрічається в степах, на луках, лісових галявинах і кам'янистих схилах. В Україні зростає на степових і схилових ділянках. 
В умовах Запорізької області зустрічається переважно в місцях виходу на денну поверхню корінних гірських порід і прилеглих петрофітно-степових ділянках, рідше на схилах балок і долин річок, вкритих різнотравно-типчаково-ковиловою та чагарниково-степовою рослинністю.
Локальні популяції, як правило, нечисленні, розріджені (максимальна щільність досягає 30 особин на 1 кв. м). 

## Охорона

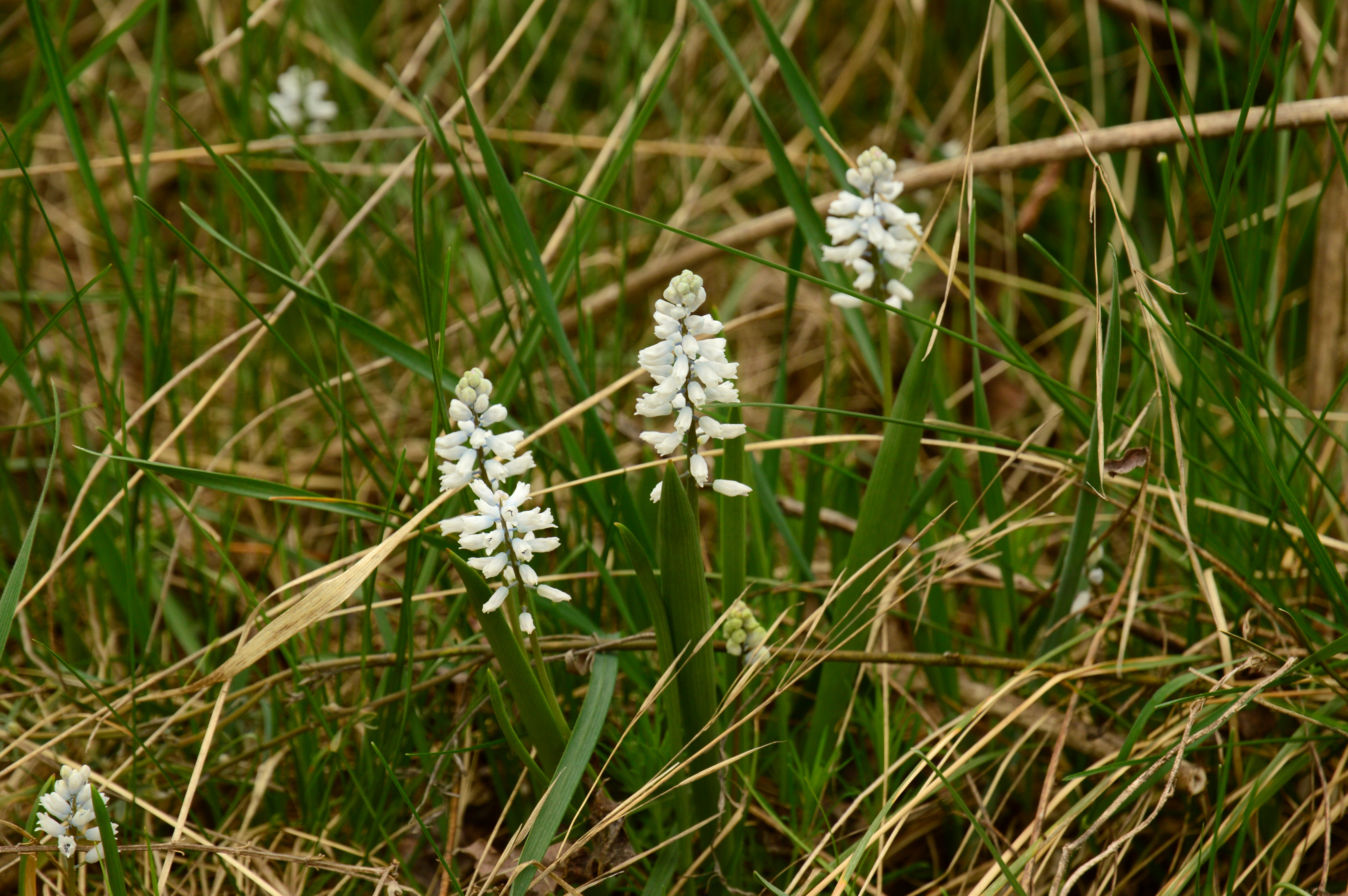
У заповідному урочищі «Бакаївське». Черкаська область

В Україні вид перебуває під охороною — його занесено до переліків регіонально рідкісних рослин багатьох областей (Вінницька, Дніпропетровська, Донецька, Житомирська, Запорізька, Кіровоградська, Київська, Луганська, Сумська, Тернопільська, Харківська, Хмельницька, Чернівецька, Чернігівська).
Природні популяції скорочуються головним чином через руйнування місць зростання, надмірний випас худоби, рекреацію і збирання квітів на букети.
У Дніпропетровській області охороняється в Дніпровсько-Орільському природному заповіднику і Дніпровському ботанічному саду. 
У Запорізькій області охороняється в Національному заповіднику «Хортиця» та ряді природно-заповідних об'єктів регіону. 
У Донецькій області охороняється в Краматорському регіональному ландшафтному парку, ботанічному заказнику «Кохане», заповідних урочищах «Никанорівський ліс» і «Кучерів Яр», Донецькому ботанічному саду.

## Близький вид
За морфологічними ознаками до гіяцинтика блідого близький гіяцинтик Палласів (Hyacinthella pallasiana). Оцвітина в нього фіолетово-блакитна, більша за розміром (8—12 мм завдовжки), на чверть довжини 6-роздільна, з овальними, косо догори спрямованими лопатями; тичинки темно-фіолетові. Поширений у Донецькому Лісостепу і Степу (переважно Лівобережному). Зростає в кам'янистих степах, на глинистих і вапнякових схилах, відслоненнях кристалічних і щільних осадових порід.

## Галерея
Запорізьке Придніпров'я

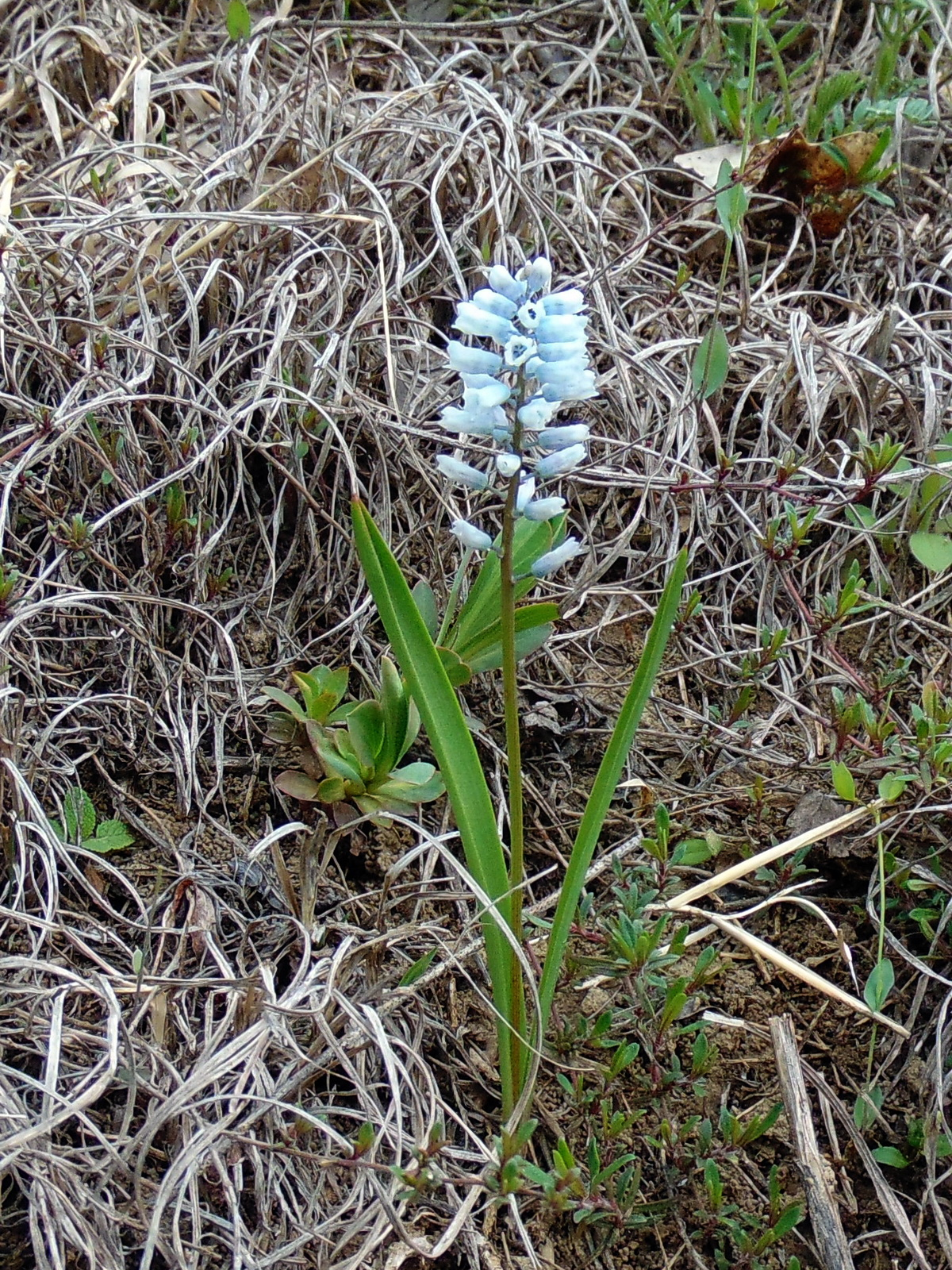
У балці Крилівська
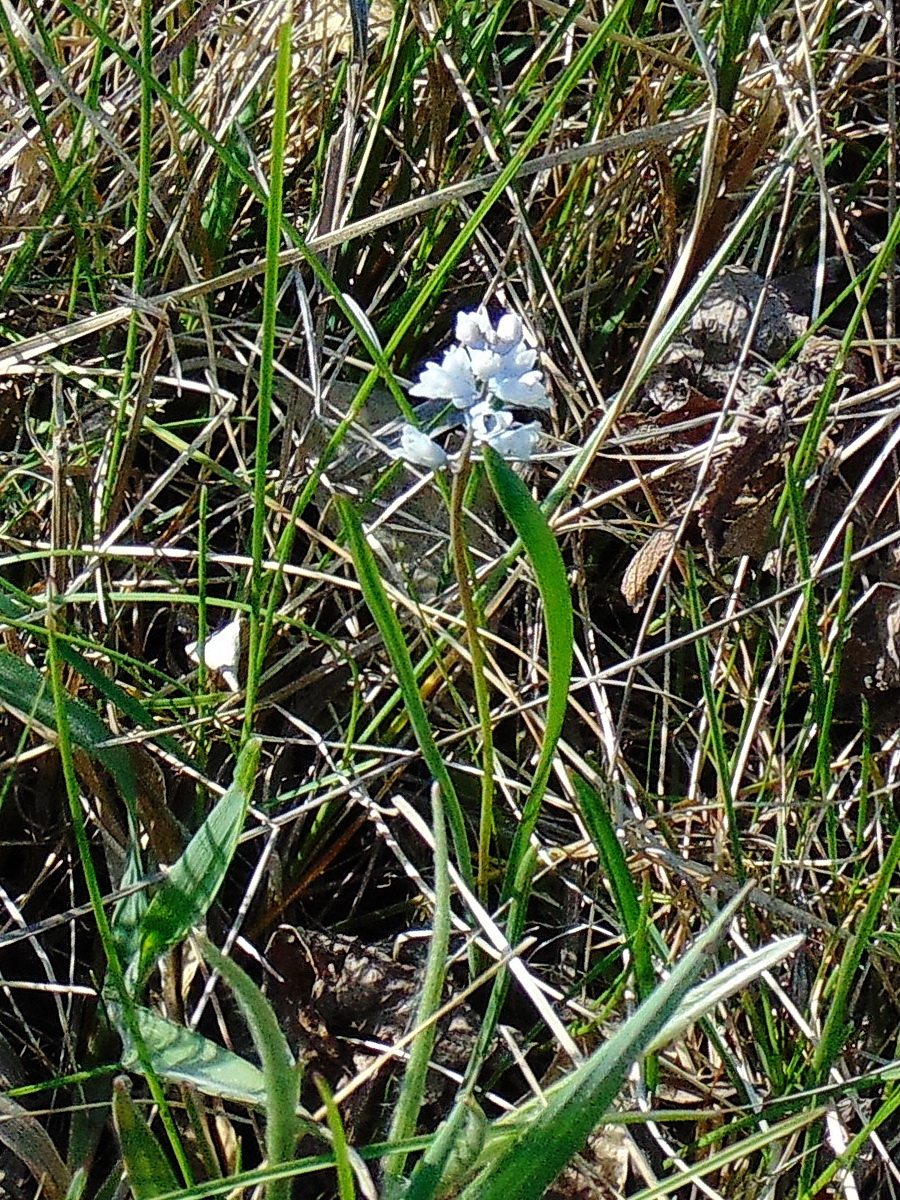
У балці Скубова
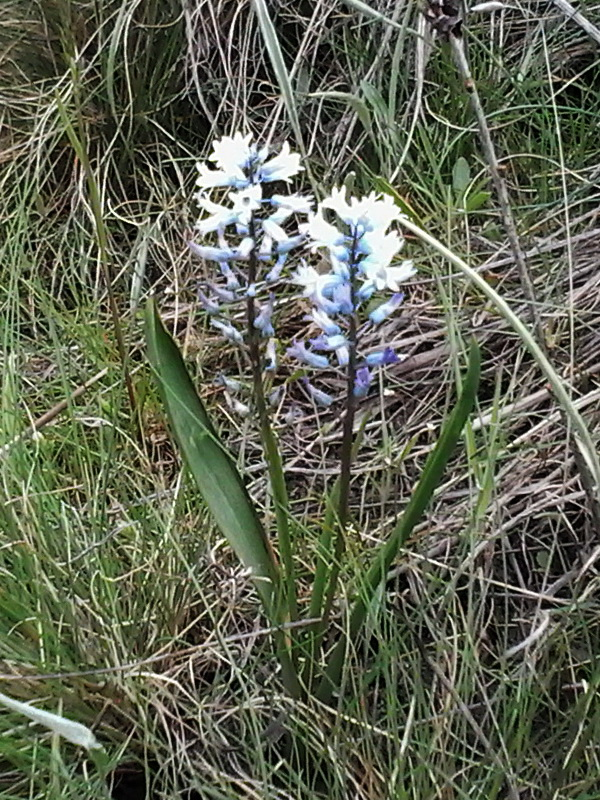
У долині р. Верхня Хортиця
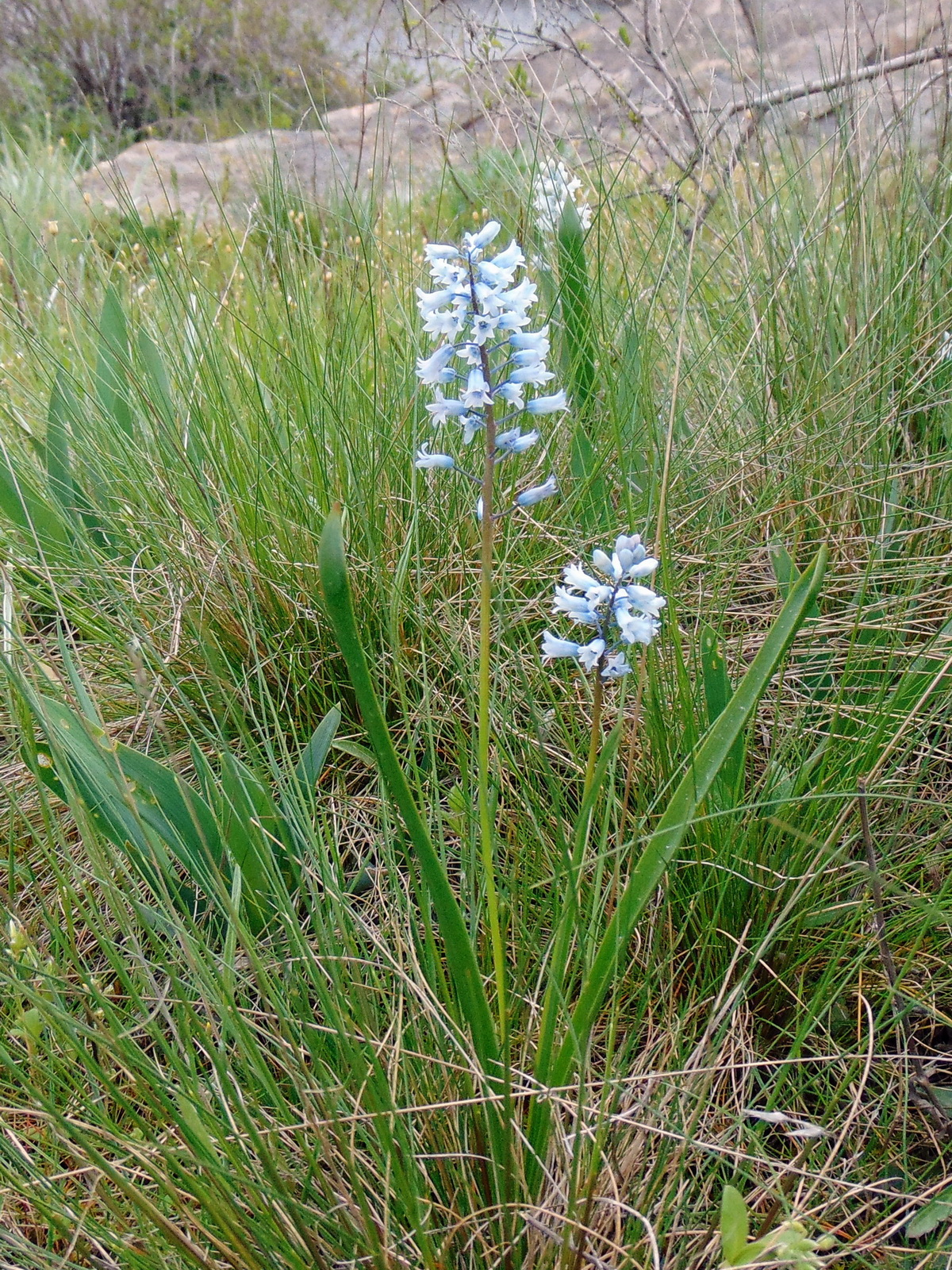
На окол. м. Запоріжжя
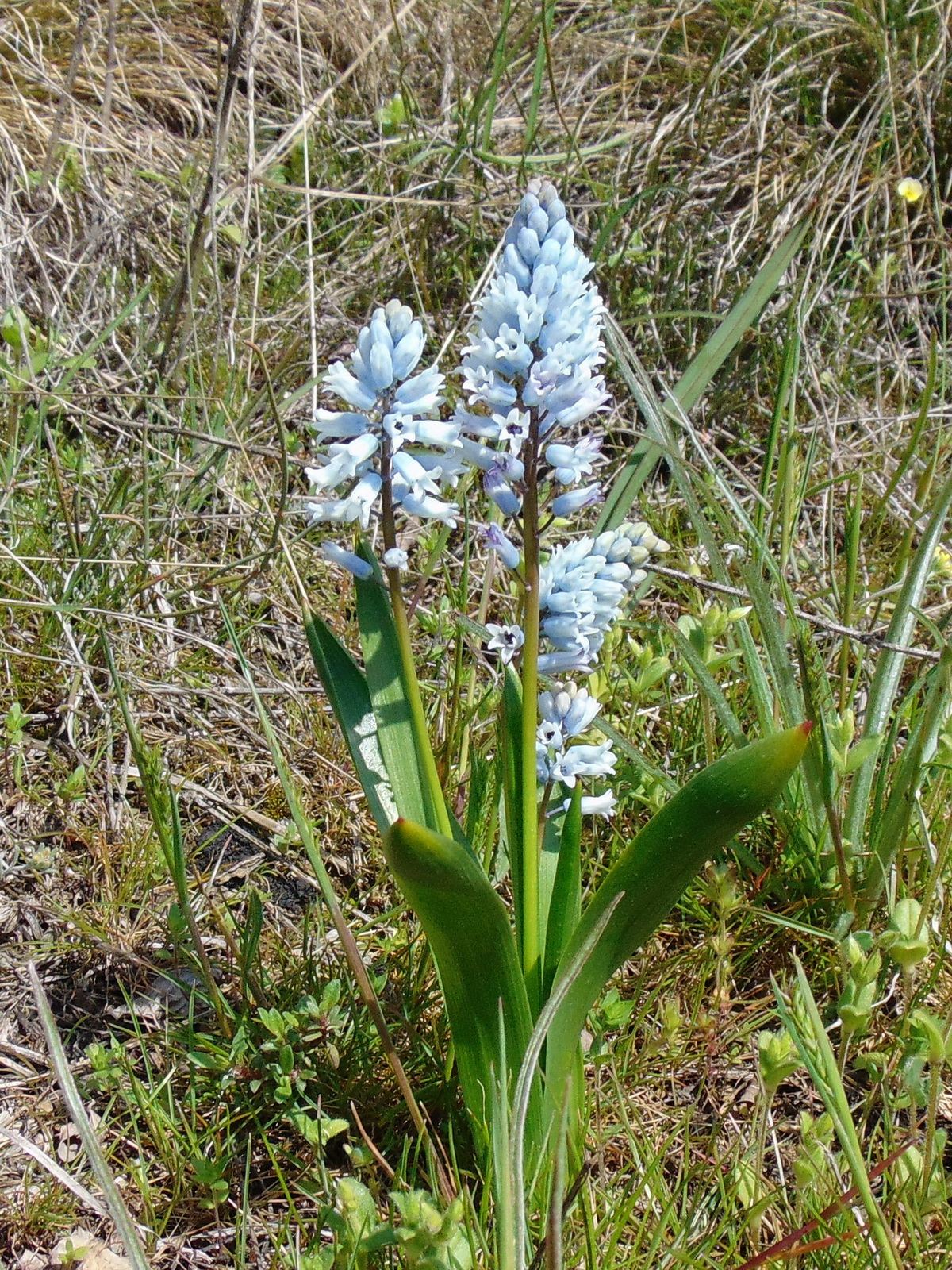
У долині р. Середня Хортиця
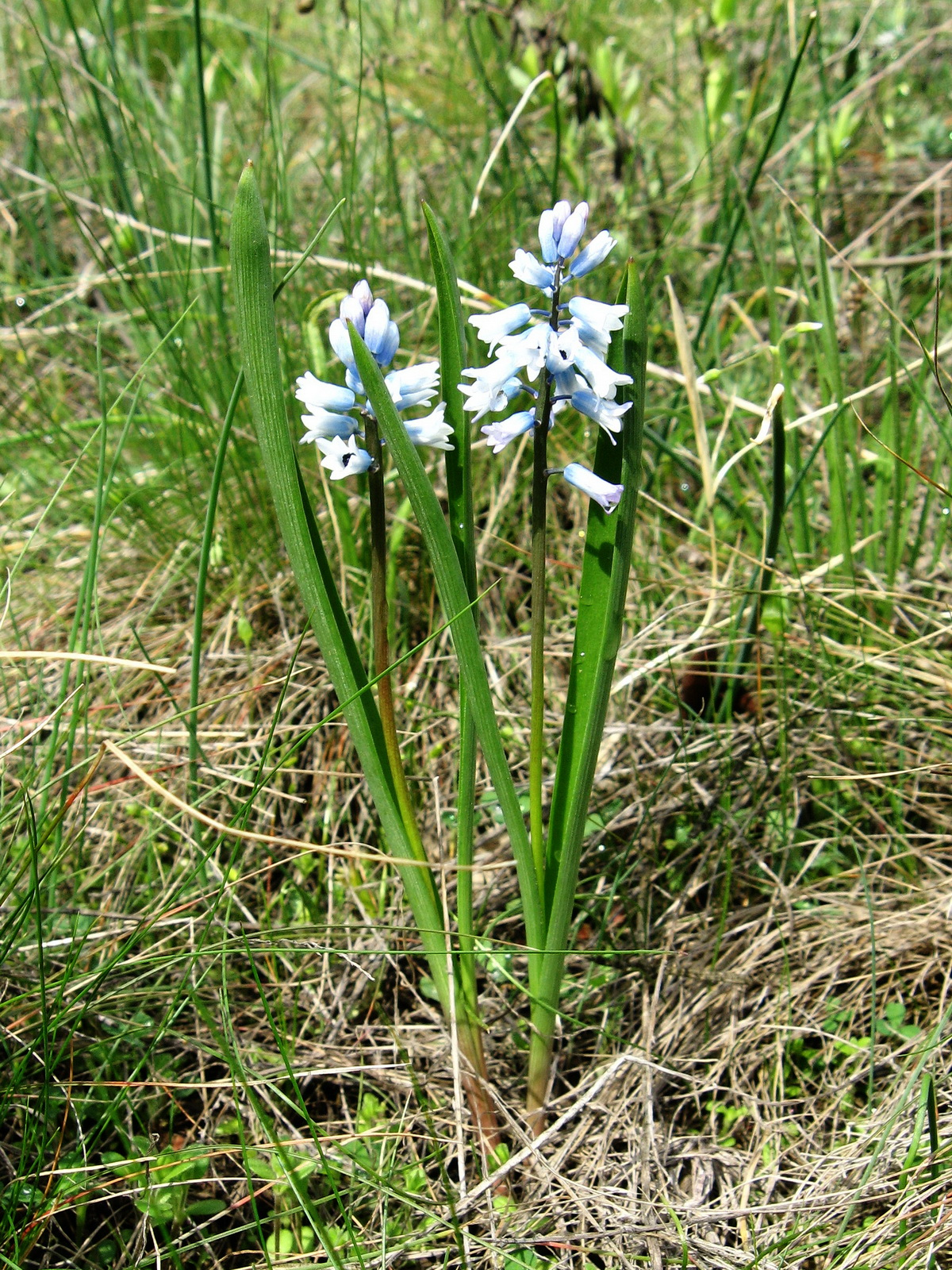
На о. Хортиця